# Спериліт
Спериліт (рос. сперрилит; англ. sperrylite; нім. Sperrylith m) — мінерал, діарсенід платини острівної будови, група піриту.
Названий за прізвищем канадського хіміка Ф. Л. Сперрі (F.L.Sperry), який відкрив мінерал (H.L.Wells, 1889).

## Опис
Хімічна формула: PtAs2.
Містить (%): Pt — 56,5; As — 43,5. Домішки: Sb, Rh, Fe, Cu.
Сингонія кубічна. Дидодекаедричний вид. Утворює дрібні кубічні кристали, іноді ускладнені октаедричними, пентагондодекаедричними, трапецієподібними або дидодекаедричними гранями. Густина 10,6. Тв. 6,5-7,25. Колір олов'яно-білий. Блиск сильний металічний. Риса чорна.

## Розповсюдження
Зустрічається в рудах важких металів і в золотоносних розсипах, напр. в Садбері (провінція Онтаріо, Канада), Бушвелдському комплексі ПАР, Сх. Сибіру (РФ), розсипи окр. Мекон (штата Північна Кароліна, США) та інш. Супутні мінерали: халькопірит, магнетит, піротин, пентландит, самородне золото, платина.